# Trichacis bidentiscutum
Trichacis bidentiscutum är en stekelart som beskrevs av Szabó 1981. Trichacis bidentiscutum ingår i släktet Trichacis och familjen gallmyggesteklar. Inga underarter finns listade i Catalogue of Life.